# Guy Guillon
Pour les articles homonymes, voir Guillon (homonymie).
Guy Guillon est un footballeur français né le 12 juin 1936 à Saint-Yorre (Allier).

## Biographie
Guy Guillon a évolué comme inter ou ailier à Valenciennes. Il pouvait également jouer avant-centre et était réputé pour la puissance de sa frappe. 
Mais sa place de prédilection était le numéro 11 dans les grandes équipes du VA des années 1960.
Après être revenus parmi l'élite du football français en 1962, les Valenciennois terminent 9e en 1963, 6e en 1964 puis deux fois 3e en 1965 et 1966.
Éducateur sportif dans un lycée privé de Valenciennes ( Institution Notre Dame), il a ainsi, parallèlement à sa carrière de footballeur, encouragé des jeunes à la pratique du sport de compétition.
Il termine sa carrière en Division 1 à l'AC Ajaccio en 1967-1968.

## Palmarès
- Vice-champion de France de Division 2 en 1962